# Günzburg (nom de famille)
Günzburg est un patronyme d'origine bavaroise. Ginsberg, Ginsburg, Gensburg, Ginsburgh, Ginzberg, Ginzborg et Ginzburg sont des variantes du nom de famille.

## Histoire
La famille Günzburg (Cyrillique : Гинзбург Ginzburg, Гинцбург Gintsburg ; yiddish : גינזבורג Ginzburg, גינצבורג Gintsburg) est originaire de la ville de Günzburg, en Bavière. On pense que la famille s'y est rendue depuis la ville d'Ulm, dans le Wurtemberg, et que pour cette raison l'ancêtre le plus connu de la famille et certains de ses descendants immédiats, ainsi que certains autres, se sont appelés « Ulma-Günzburg ».
C'est aussi un patronyme juif ashkénaze. Au début de la période d'émancipation, lorsque les Juifs de Russie et d'Autriche reçurent l'ordre de leurs gouvernements d'adopter des noms de famille, il était naturel que beaucoup d'entre eux choisissent un nom aussi respecté et agréable que celui de Günzburg. On dispose des archives d'un procès intenté par Baer Günzburg de Grodno contre une famille juive de cette ville qui avait adopté le même nom en vertu du décret de 1804. Le tribunal a défendu le droit des familles juives d'adopter le nom de leur choix et le nombre de familles de Günzburg a augmenté en conséquence.
Le nom est composé de deux éléments allemands. Burg signifie "château" ou "citadelle". Ce terme était également couramment utilisé pour décrire une colonie ou une ville fortifiée, d'où l'usage courant dans les noms de villes tels que Hambourg (du vieil allemand : Hammaburg, lit. "château au-dessus du coude de la rivière"). Le nom de la rivière Günz est finalement dérivé de la racine indo-européenne *gheu-, qui signifie "verser". Ainsi, Günzburg fait référence à une "ville fortifiée au bord de la rivière Günz".

## Gunzburg
- Akiva Günzburg ( d. 1597), poète et rabbin allemand
- Aryeh Leib ben Asher Gunzberg ( c. 1695-1785 ), rabbin
- Baron Joseph Günzburg, (1812–1878) banquier juif russe, philanthrope et chef communal
- Baron Horace Günzburg, (1833-1909) banquier juif russe, philanthrope et chef communal
- Baron David Günzburg, (1857-1910) orientaliste russe et chef communal juif
- Baron Nicolas de Gunzburg, (1904-1981) mondain, éditeur, acteur, producteur
- Mardochée Aaron Günzburg (1795–1846), écrivain
- Nico Gunzburg, (1882–1984) avocat et criminologue belge
- Isidor Gunsberg, (1854-1930), challenger britannique d'origine hongroise pour le championnat du monde d'échecs
- Milton Gunzburg, (1910–1991) scénariste et inventeur américain

## Gunzbourg
- Philippe de Gunzbourg (1904-1986), résistant français

## Ginsberg
- Allen Ginsberg (1926–1997), poète Beat
- Asher Hirsch Ginsberg ("Achad Ha'am"; 1856–1927), écrivain et philosophe sioniste
- Benjamin Ginsberg (homonymie), plusieurs personnes, dont :
  - Benjamin Ginsberg (homme d'affaires) (mort en 1944), homme d'affaires sud-africain
  - Benjamin Ginsberg (avocat) (né vers 1952), avocat et lobbyiste américain
  - Benjamin Ginsberg (politologue) (né en 1947), politologue américain
- Brian Ginsberg (né en 1966), gymnaste américain, double champion national junior américain de gymnastique
- Inge Ginsberg (1922 - 2021), parolière, journaliste et chanteuse de heavy metal suisse
- Morris Ginsberg (1889-1970), sociologue britannique
- Harold Louis Ginsberg (1903–1990), bibliste juif
- Naomi Ginsberg (née en 1979), professeure adjointe de chimie, Université de Californie, Berkeley

## Ginsburg
- Benson Ginsburg (1918-2016), généticien américain du comportement
- Chad I Ginsburg (né en 1972), guitariste principal et mixeur/producteur du groupe de rock moderne CKY
- Charles Ginsburg (1920–1992), chef d'une équipe de recherche qui a développé l'un des premiers magnétoscopes pratiques
- Charlotte Lucy Ginsburg, plus connue sous le nom de Charlotte Gainsbourg (née en 1971), actrice et auteure-compositrice-interprète anglo-française, fille de Serge Gainsbourg
- Christian David Ginsburg (1831-1914), spécialiste de la langue hébraïque polono-britannique
- Douglas H. Ginsburg (né en 1946), juge en chef de la Cour d'appel des États-Unis pour le circuit du district de Columbia
- Isaac Ginsburg (1886–1975) ichtyologiste américain d'origine lituanienne
- James Steven Ginsburg (né en 1965), producteur de musique classique américain
- Jason Mark Ginsburg (né en 1979), ingénieur canadien, cofondateur de 88Herbs
- Martin D. Ginsburg (1932–2010), avocat américain
- Ruth Bader Ginsburg (1933-2020), juriste américaine et juge de la Cour suprême des États-Unis
- Saul Moiseyevich Ginsburg (1866-1940), écrivain et historien russe
- Serge Gainsbourg, né Lucien Ginsburg, (1928–1991) chanteur, auteur-compositeur, pianiste, compositeur de films, poète, peintre, scénariste, écrivain, acteur et réalisateur français
- Seymour Ginsburg (1927–2004), pionnier de l'informatique des théories des automates, du langage formel et des bases de données
- William H. Ginsburg (1943–2013), avocat américain

## Ginzburg
- Alexander Ginzburg (1936-2002), journaliste russe, poète, activiste des droits humains et dissident ;
- Carlo Ginzburg (né en 1939), historien et pionnier de la microhistoire, fils de Natalia Ginzburg et Leone Ginzburg ;
- Grigory Ginzburg (1904-1961), pianiste soviétique ;
- Irena Hausmanowa-Petrusewicz, née Ginzburg (1917-2015), médecin polonais, neurologiste ;
- Leo Ginzburg (1901-1979), chef d'orchestre et pianiste soviétique d'origine polonaise ;
- Leone Ginzburg (1909-1944), écrivain juif italien d'origine russe et anti-fasciste ;
- Lev V. Ginzburg (ru) (né en 1921), écrivain soviétique et traducteur ;
- Lev R. Ginzburg (né en 1945), écologiste théoricien ;
- Lev S. Ginzburg (ru) (1879-1933), critique littéraire russe, historien de la littérature, philologue, publiciste et enseignant ;
- Lidiya Ginzburg (1902-1990), critique littéraire soviétique majeur et survivant du siège de Leningrad ;
- Moisei Ginzburg (1892-1946), architecte russe d'origine biélorusse ;
- Natalia Ginzburg (née Levi) (1916-1991), auteure italienne ;
- Nora Ginzburg (née en 1949), avocate argentine et femme politique ;
- Oren Ginzburg, écrivain et dessinateur franco-israélien ;
- Ralph Ginzburg (1929-2006), éditeur américain du magazine Eros ;
- Semyon Alexandrovich Ginzburg (mort en 1943), concepteur de véhicules blindés soviétique ;
- Victor Ginzburg (né en 1957), mathématicien américain né en Union soviétique ;
- Viktor Ginzburg (né en 1962), mathématicien russo-américain ;
- Vitaly Ginzburg (1916-2009), physicien russe lauréat du prix Nobel de physique ;
- Yevgenia Ginzburg (1904-1977), historienne et écrivaine russe, mère de Vasily Aksyonov ;

## Autres orthographes

### Gainsbourg
- Charlotte Gainsbourg (née en 1971), actrice et auteure-compositrice-interprète anglo-française.
- Serge Gainsbourg (1928-1991), auteur-compositeur-interprète français né Lucien Ginsburg.

### Gensburg
- Robert Gensburg, avocat américain

### Ginsborg
- Paul Ginsborg (1945), historien britannique
- Ralf Ginsborg (1927-2006), footballeur danois

### Ginsbourg
- Mark Ginsbourg, nom de naissance de Mark Gayn (1902-1981), journaliste de gauche américain d'origine russe

### Ginsburgh
- Stéphane Ginsburgh (né en 1969), pianiste belge
- Victor Ginsburgh (né en 1939), économiste belge
- Yitzchak Ginsburgh (né en 1944), rabbin israélien

### Ginzberg
- Le rabbin Louis Ginzberg (1873-1953), l'un des éminents spécialistes du Talmud du XXe siècle.

### Ginzbourg
- Natalia Ginzburg (1916 - 1991), écrivain
- Leone Ginzburg (1909 - 1944), philologue, historien et critique littéraire
- Esti Ginzburg (née en 1990), mannequin israélienne
- Carlo Ginzburg (né en 1939), historien

### Ginsparg
- Paul Ginsparg (né en 1955), physicien théoricien américain et créateur de l'archive e-print ArXiv